# Улица (Арђеш)
Улица (рум. Ulița) насеље је у Румунији у округу Арђеш у општини Балилешти. Oпштина се налази на надморској висини од 421 m.

## Становништво
Према подацима из 2002. године у насељу је живело 424 становника, од којих су сви румунске националности.